# Slaget mellan Bornholm och Rügen
För andra betydelser, se Slaget vid Bornholm.
Slaget mellan Bornholm och Rügen var ett sjöslag som ägde rum 25–26 maj 1676 mellan en överlägsen svensk flotta och en mindre allierad dansk-nederländsk flotta. Slaget gällde sjöherraväldet i södra Östersjön och var en del av skånska kriget. Den svenske befälhavaren Lorentz Creutz uppgift var att tillintetgöra den danska flottan och därefter landsätta trupper i Pommern för att undsätta de hårt ansatta styrkorna där. Den danska flottan under ledning av Niels Juel hade till uppgift att förhindra detta men utan att riskera sin numerärt underlägsna flotta. Den danska flottan kom till sjöss redan i mars och erövrade Gotland innan den svenska flottan kom till sjöss i början av maj.
Flottorna fick kontakt på morgonen den 25 maj och kom fram mot kvällen inom skotthåll vid Jasmund på Rügens nordöstra hörn. Striden avbröts av mörkret efter att båda flottorna vänt till nordlig kurs. Striden återupptogs tidigt på morgonen den 26 maj och pågick linje mot linje utan försök till närstrid fram till eftermiddagen då Juel avbröt för att retirera mot Öresund, där flottan ankrade bakom Falsterborev. Creutz vågade inte följa efter i dessa grunduppfyllda farvatten utan svenska flottan gick till ankars på Trelleborgs redd.
Slaget ledde till att den svenska flottan förlorade tre mindre fartyg, en obetydlig materiell förlust, men den danska flottan vann en strategisk seger. Niels Juels mindre styrka var intakt och fick förstärkningar två dagar senare när den erfarne nederländske amiralen Cornelis Tromp anlände med ytterligare nio fartyg och tog över befälet. Oförmågan att få till stånd ett avgörande mot den danska flottan utlöste en allvarlig förtroendekonflikt mellan Lorentz Creutz och hans officerare. Några dagar efter slaget, den 1 juni stod slaget vid Ölands södra udde. Bristerna inom den svenska ledningen ledde till ett allvarligt nederlag i detta följande slag. Resultatet blev danskt sjöherravälde under resten av 1676.

## Bakgrund
Sverige hade sommaren 1675 gått till anfall mot Brandenburg på begäran av sin allierade Frankrike, dåtidens mäktigaste europeiska stormakt. Detta ledde till en krigsförklaring från Nederländerna som låg i krig med Frankrike som en del av det fransk-nederländska kriget. Efter en svensk förlust mot brandenburgska styrkor vid slaget vid Fehrbellin 18 juni 1675 gick en rad nordtyska stater och även den tysk-romerske kejsaren i krig mot Sverige. Även Danmark, som såg chansen att ta tillbaks Skåne, Blekinge och Halland som man förlorat till Sverige 1658 förklarade krig den 2 september. Södra Östersjön blev nu strategiskt viktig för båda sidor. Danmark behövde sjölederna för att kunna invadera Skåne och Sverige för att kunna undsätta de svenska besittningarna i Pommern; båda behövde säkra sina maritima transportleder.
Under 1675 hamnade den svenska flottan under ledning Gustaf Otto Stenbock men kom aldrig längre än Karlsöarna väster om Gotland innan den var tvungen att vända tillbaka på grund av dåligt väder, sjukdom och förlust av utrustning. Stenbock hölls personligt ansvarig för misslyckandet av Karl XI och tvingades betala expeditionen ur egen ficka. Vintern 1675-1676 försökte den svenska flottan, nu under Lorentz Creutz, att ta sig till sjöss, men hindrades av ett istäcke som låg över stora delar av Östersjön.

## Upptakt
I början av april 1676 seglade en dansk flotta på 13 fartyg som successivt förstärktes med fler fartyg, inklusive det svenska Caritas som erövrades 22 april. Danska styrkor landsteg den 29 april på Gotland och tog snabbt Klintehamn och befästningen Visborgs slott i Visby.
Den svenska flottan beordrades ut den 4 maj, men möttes av svåra vindförhållanden och blev försenad till den 19 maj. Juel hade då redan lämnat Visby och seglat mot Bornholm för att förenas med en mindre dansk-nederländsk styrka. Den svenska styrkan bestod av 17 stora och 15 medelstora örlogsfartyg, 8 bestyckade handelsfartyg, 11 mindre krigsfartyg och 8 brännare uppdelade på fyra eskadrar: första eskadern under amiralgeneral Creutz och de övriga tre under amiralerna Claas Uggla på Svärdet, Johan Bär på Nyckeln och Johan Bergenstjerna på Victoria. Bergenstjärna insjuknade hastigt 20 maj och dog samma dag och hans skepp fördelades mellan de övriga eskadrarna. Enligt de officiella räkenskaperna var flottan utrustad med nästan 2 200 kanoner och med sig cirka 11 400 man, varav 8 300 sjömän och 3 100 soldater.
Niels Juel hade placerat sin flottan mellan Skåne och ön Rügen för att förhindra den svenska flottan från att landsätta trupper längs nordtyska kusten. Han hade också fått förstärkning av nederländska och danska fartyg och de erfarna amiralerna Philips van Almonde och Jens Rodsten. De båda styrkorna fick kontakt den 24 maj och stötte ihop dagen därpå.

## Slaget
Klockan sex på morgonen den 25 maj siktade de två flottorna varandra. Lorentz Creutz visste att hans styrka var överlägsen och gick till anfall. Niels Juel seglade först mot nordväst i riktning mot Öresund men vände sedan söder mot Jasmund på västra delen av Rügen. Vädret var stilla under dagen och de två flottorna seglade långsamt. Mot kvällen närmade man sig varandra och Juel bestämde sig för att ta upp kampen. Den svenska styrkan hade dock svårt att hålla ihop sin linjeformation när man skulle vända och de danska fartygen lyckades skära av en del av den svenska linjen och erövrade brännaren Didric och en annan brännare, Leoparden, togs av en brandburgsk eskader på väg till Köpenhamn.
Vid midnatt hade inga konkreta resultat uppnåtts och flottorna drog sig ur striden men höll sig inom synhåll. Klockan sju på morgonen den 26 maj gick den svenska styrkan till anfall med Ugglas andra eskader främst och de två flottorna låg bredvid varandra och utväxlade kanoneld. Enligt tygmästaren (artillerichefen) på Kronan Anders Gyllenspak seglade en av de danska amiralerna, nederländaren Philips van Almonde, för nära det svenska flaggskeppet med sitt skepp Delft och fick "ett par brafva skott med stångkulor" av Kronans tunga artilleri, "så att galion gick alldeles sönder, sedan på sidan af hela laget [skeppssidan] och sist i aktern, att man kunde köra med häst och vagn derigenom" och tvingade Allemonde att flytta över till Gideon och dra sig ur striden.
Trots den numerära överlägsenheten utnyttjade den svenska sidan inte sitt övertag för att försöka äntra och erövra några skepp. Istället blev det en ren artilleristrid på avstånd och när Niels Juel drog sig ur striden runt fyra på eftermiddagen förföljdes han bara av Kronan, Solen och Draken samt Ugglas eskader, medan resten blev kvar. Med mindre än halva sin styrka kunde därför Lorentz Creutz inte fullfölja anfallet på den danska styrkan, som satte sig i säkerhet bakom Falsterborev. Trots att den svenska flottan var numerärt överlägsen, lyckades den inte tillfoga några förluster och förlorade bojorten Kung David.

## Efterspel

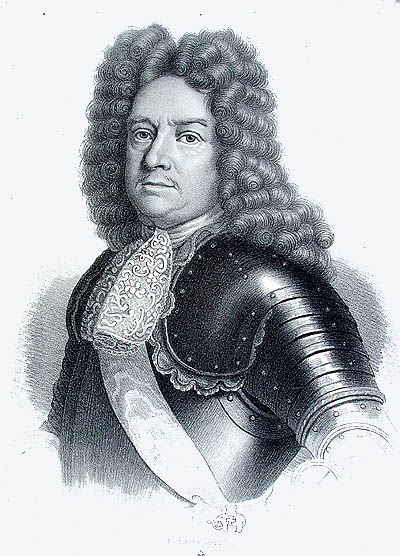
Niels Juel, den danska amiralen som var befälhavare för den allierade styrkan.

Efter sammanstötningen ankrade den svenska flottan vid Trelleborg,där kung Karl XI väntade med nya order om att man skulle återta Gotland. Man skulle också undvika strid till sjöss tills man var i höjd med Ölands norra udde för att försöka slåss i hemmavatten. När den svenska flottan lämnade Trelleborg den 30 maj, fick den danska flottan snart kontakt med dem och började följa den svenska styrkan norrut. Dagen därpå utspelades slaget vid Ölands södra udde, där den allierade flottan besegrade den numerärt överlägsna svenska styrkan och säkrade danskt sjöherravälde resten av året.
Efter fiaskot vid Öland tillsattes en kommission av Karl XI för att utreda vem som bar skulden för misslyckandet. Den arbetade i över ett år med vittnesmål från olika officerare som varit närvarande vid de två slagen. Där framkom att det hade rått en allvarlig brist i samordning inom den svenska styrkan. Förtroendet mellan Creutz och hans underordnade var enligt samtida vittnesmål bottenlågt. Den svenske riksamiralen Creutz ansåg att hans underordnade inte lytt order och samlade samtliga till ett möte på Kronan efter slaget. Efteråt vittnade de närvarande att de blivit "utbannade som pojkar" för att man inte följt Creutz i hans försök att jaga ifatt danskarna. Amirallöjtnant Christer Boije på Äpplet blev av med både sitt befäl och sin lön och ersattes av Gustav Horn, och Johan Bär på Nyckeln och flera andra anklagades för försumlighet och feghet, bland dessa fanns Lorentz Creutz egen son Johan Creutz på skeppet Merkurius. Många av de anklagade officerarna försvarade sig med att "sejnbrevet", orderboken, var otydlig med uppenbara luckor och att Lorentz Creutz hade varit otydlig i sin ordergivning. Vid ett tillfälle skulle han också ha brassat back (vänt seglen bort från vinden) på Kronan, när han såg att hans sons fartyg blivit angripet av en brännare och därmed fått hela den svenska linjen att stanna upp.
På den danska sidan anklagade den nederländska amiralen Philips van Almonde sina danska kollegor för att ha undvikit strid och gjorde en formell anmälan mot amiral Jens Rodsten för att han skulle hållit sig undan under striden. I en rapport till den danska kungen Kristian V och riksamiralen Henrik Bjelke påpekade också Juel själv att om det inte hade varit för förvirringen i den svenska flottan hade de kunnat göra stor skada på den mindre danska styrkan. Den svenske marinhistorikern Gunnar Grandin menar att Juel ville hävda sig som befälhavare eftersom han visste att nederländaren Cornelis Tromp skulle anlända inom ett par dagar och överta styrkan. Även den danske historikern Jørgen Barfod menar att Juel hade för avsikt att pröva sina styrkor mot svenskarna innan han förlorade befälet.

## Styrkor
Siffrorna i parentes anger antalet kanoner för varje fartyg. "Kofferdiskepp" var en typ av handelsfartyg som var byggda så att de även kunde användas i krig och var därför inte specialbyggda krigsfartyg. "Lastdragare" var en allmän term för underhålls- och transportfartyg. En brännare var ett ombyggt fartyg som användes för att sätta eld på fiendefartyg.
| Danska skepp Flaggskepp: Churprindsen (68), Niels Juel - Fridericus III (64) - Tre Løver (64) - Christianus IV (58) - Nellebladet (54) - Gyldenløve (56) - Christiania (54) - Lindormen (46) - Svenske Falk (46) - Delmenhorst (44) - Havmanden (36) - København (36) - Caritas (33) - Hommeren (32) - Hvide Falk (26) - Havfruen (26) - Spraglede Falk (18) Nederländska skepp Amiralsskepp: Delft (62), Philip van Almonde - Waesdorp (68) - Gideon (60) - Oostergoo (60) - Noortholland (44) - Ackerboom (60) - Dordrecht (46) - Campen (44) - Wapen van Utrecht (38) - Frisia (36) Mindre fartyg - Fire Kronede Lilier (snau) - Oranienbaum - Bon Adventure - icke namngivet nederländskt fartyg (galjot) - icke namngivet nederländskt fartyg (galjot) - S:t Jakob (krejert) - S:t Joris (katt) | Första eskadern Flaggskepp: Kronan (105), Lorentz Creutz - Solen (74) - Wrangel (60) - Draken (66) - Herkules (56) - Neptunus (44) - Maria (44) - Fenix (36) - Sundsvall (32) - Enhorn (16) - Pärlan (28, kofferdiskepp) - Tre Bröder (12, lastdragare) - Mjöhund (10, lastdragare) - Sjöhästen (8, lastdragare) - Jakob, Svan (brännare) Andra eskadern Flaggskepp: Svärdet (86), Claes Uggla - Mars (72) - Merkurius (64) - Hieronymus (64) - Svenska Lejonet (48) - Göteborg (48) - Fredrika Amalia (34) - Uttern (24) - Flygande Vargen (44, kofferdiskepp) - Järnvågen (24, kofferdiskepp) - Ekorren (8, lastdragare) - Posthornet (8, lastdragare) - Råbocken (8, lastdragare) - Rödkritan (brännare) - Duvan (brännare) Tredje eskadern Flaggskepp: Nyckeln (84), Johan Bär - Äpplet (86) - Saturnus (64) - Caesar (60) - Wismar (54) - Riga (54) - Hjorten (36) - Solen (54, kofferdiskepp) - Salvator (30) - Gripen (8, lastdragare) - Sjöman (8, lastdragare) - Leoparden, Postiljon (brännare) Fjärde eskadern - Victoria (80) - Venus (64) - Jupiter (70) - Carolus (60) - Spes (48) - Abraham (44) - Nordstjärnan (28) - Trumslagaren (34, kofferdiskepp) - Konung David (32, kofferdiskepp) - Elisabeth (12, kofferdiskepp) - Fortuna (12, lastdragare) - Konung David (10, lastdragare) - Måsen (8, lastdragare) - Jägaren, Didrik (brännare) |